# Коршунков, Евгений Егорович
Евгений Егорович Коршунков (1929 — 2020) — советский военный деятель и инженер, специалист по испытаниям ракетного вооружения, полковник-инженер (1973), кандидат технических наук (1977). Лауреат Государственной премии СССР (1985).

## Биография
Родился 28 апреля 1929 года в селе Ошейкино,  Лотошинского района Московской области. С 1941 по 1942 год в период Великой Отечественной войны Е. Е. Коршунков с семьёй находился на оккупированной территории занятой немецкими войсками. С 1942 года семья перебралась в освобождённый Волоколамск.
С 1948 по 1953 год обучался на факультете электрификации промышленности
и транспорта Московского энергетического института. С 1953 по 1954 год по Приказу Министра обороны СССР № 0462, Е. Е. Коршунков обучался на факультете реактивного вооружения Военная артиллерийская инженерная академия имени Ф. Э. Дзержинского, которую окончил с отличием.
С 1954 по 1965 год на научно-исследовательской работе в Государственном центральном полигоне Министерства Вооружённых Сил СССР (Капустин Яр) в должностях:  инженер-испытатель и старший инженер-испытатель 4-й группы 3-го отдела Первого испытательного управления, участвовал в отработке и испытаниях маршевых двигателей первой советской ракеты дальнего действия Р-1, за основу которой была взята ракета A4 («Фау-2»), занимался освоением новой ракетной техники, в том числе беспилотных самолётов-снарядов, созданных для реактивных истребителей МиГ-15 и МиГ-17, а также первой авиационной крылатой ракеты КС-7. С 1956 по 1965 год — заместитель начальника и начальник Научно-испытательного отдела вооружения для ВМФ СССР, занимался организацией испытаний морских крылатых ракет, в том числе крылатой ракеты П-5 для запуска с подводных лодок.
С 1965 по 1972 год служил в Главном управление ракетного вооружения РВСН СССР в должности ведущего инженера-испытателя, занимался разработкой
новейших образцов ракетного вооружения. С 1972 по 1988 год занимался исследовательской работой в Научно-техническом комитете Ракетных войск стратегического назначения в качестве члена этого комитета. Занимался вопросами  в области разработки систем дистанционного управления и приборов прицеливания ракет, занимался изобретением устройства для измерения абсолютного
значения ускорения силы тяжести.  В 1973 году Приказом Министра обороны СССР Е. Е. Коршункову было присвоено звание полковник-инженер. В 1977 году им была защищена  диссертация на соискание учёной степени кандидат технических наук.
В 1985 году Постановлением ЦК КПСС и СМ СССР «за цикл теоретических и практических исследований по разработке методов управления движением стратегических ракет без предварительного расчета траекторий на основе использования высокопроизводительных бортовых вычислительных средств» Е. Е. Коршункову была присуждена Государственная премия СССР.
Скончался 2 апреля 2020 года в Москве, похоронен на Троекуровском кладбище.

## Награды
- Орден Красной Звезды (1968)
- Орден «За службу Родине в Вооружённых Силах СССР» III степени (1982)

### Премии
- Государственная премия СССР (1985 — «за цикл теоретических и практических исследований по разработке методов управления движением стратегических ракет без предварительного расчета траекторий на основе использования высокопроизводительных бортовых вычислительных средств»)[2][3]